# Sankt Georgen ob Judenburg
Sankt Georgen ob Judenburg is een gemeente in de Oostenrijkse deelstaat Stiermarken.
Sankt Georgen ob Judenburg telt 934 inwoners.

## Geschiedenis
Sankt Peter ob Judenburg maakte deel uit van het district Judenburg tot dit op 1 januari 2013 fuseerde met het district Knittelfeld tot het huidige district Murtal.
Stadsgemeenten:
Judenburg · Knittelfeld · Spielberg · Zeltweg

Marktgemeenten:
Kobenz · Obdach · Pöls-Oberkurzheim · Pölstal · Seckau · Unzmarkt-Frauenburg · Weißkirchen in Steiermark

Overige gemeenten:
Fohnsdorf · Gaal · Hohentauern ·  Lobmingtal ·  Pusterwald · Sankt Georgen ob Judenburg · Sankt Marein-Feistritz · Sankt Margarethen bei Knittelfeld · Sankt Peter ob Judenburg
- Gemeinsame Normdatei: 4387820-9
- Library of Congress Control Number: nb2016024117
- Virtual International Authority File: 124766981